# Parasyrphus macularis
Parasyrphus macularis là một loài ruồi trong họ Ruồi giả ong (Syrphidae). Loài này được Zetterstedt mô tả khoa học đầu tiên năm 1843. Parasyrphus macularis phân bố ở vùng Cổ Bắc giới (Đan Mạch)